# 小行星7060
小行星7060（英語：7060 Al-ʻIjliya）是一颗围绕太阳公转的小行星。1990年9月16日，亨利·E·霍爾特在帕洛马山发现了此天体。
这颗小行星的绝对星等为167.1223122394759等。